# Ferrovia Bari-Matera
La ferrovia Bari–Matera (fino al 1972 ferrovia Bari–Matera-Montalbano Jonico) è una linea ferroviaria italiana a scartamento ridotto, gestita dalle Ferrovie Appulo Lucane (FAL).
La parte di percorso meridionale tra Matera e Montalbano Jonico è stata dismessa nel 1972 ; l'esercizio è stato limitato alla sezione tra Bari e Matera Sud.

## Storia
Alla fine del XIX secolo numerose istanze, da più parti, chiedevano al governo la costruzione di una ferrovia che rompesse l'isolamento della Basilicata e della vasta area compresa tra questa, il Cilento e il nord della Calabria. La costruzione della Sicignano–Lagonegro a scartamento normale aveva accese le speranze e si auspicava il collegamento tra quest'ultima località e Spezzano Albanese, finalmente recepito dalla cosiddetta Legge Zanardelli del 1902, ma a scartamento ridotto.
Il 23 febbraio 1904 venne approvata alla Camera la Legge speciale per la Basilicata, che prevedeva tra l'altro anche un piano di costruzioni ferroviarie, tra cui una ferrovia a scartamento ridotto 950 mm da Grumo per Matera, Ferrandina e Pisticci, fino all'innesto con la Sicignano-Lagonegro, con eventuale interposizione di terza rotaia tra Bari e Grumo Appula. Il piano costruttivo venne iniziato, tuttavia, soltanto dopo oltre un decennio dalla Mediterranea Calabro Lucane, che se ne era assicurata la concessione nel 1910, con alcune varianti, tra cui l'aggiunta del tracciato iniziale in sede propria da Bari a Grumo, attivando il primo tratto Bari-Matera nel 1915, mentre si interruppe definitivamente a Montalbano Jonico, privando così la linea dello sbocco a sud. Nel 1932 avvenne l'attivazione dell'ultima tratta tra Miglionico e Montalbano.
Era previsto il proseguimento della linea verso Marsico Nuovo (109 km, con transito per Sant'Arcangelo, Guardia Perticara, San Martino d'Agri e Moliterno), ma non fu mai realizzato.
La linea svolse un servizio consistente nella parte alta, mentre fu sempre modesto nella tratta inferiore, in parte a causa della mancanza di collegamento a sud. Dopo il passaggio alla gestione commissariale governativa delle Ferrovie Calabro Lucane, dal 1972 venne decurtata del tratto meridionale tra Ferrandina e Montalbano Jonico, dismesso e sostituito da un autoservizio. 
La tratta di attraversamento urbano in superficie di Matera fu sostituita da un tracciato sotterraneo, che venne attivato il 24 novembre 1986.

### Lavori di raddoppio
La linea in esercizio tra Bari e Matera è in fase di raddoppio tra Bari Scalo e Palo del Colle. 
Dopo la progettazione, i lavori iniziarono nel novembre 2017 con la previsione di concluderli nel 2023 (cronoprogramma condiviso FAL - Regione Puglia). 
Al termine dei lavori sarà possibile percorrere la tratta Bari-Matera in circa un'ora.
Sono in corso anche i raddoppi selettivi di Venusio e di Mellitto, oltre all'interramento del secondo binario di Modugno.
Nel 2022 vengono conclusi i lavori di interramento della linea tra Quartierino e Poggiofranco, che tramite un sottopasso permetteranno di eliminare i passaggi a livello.

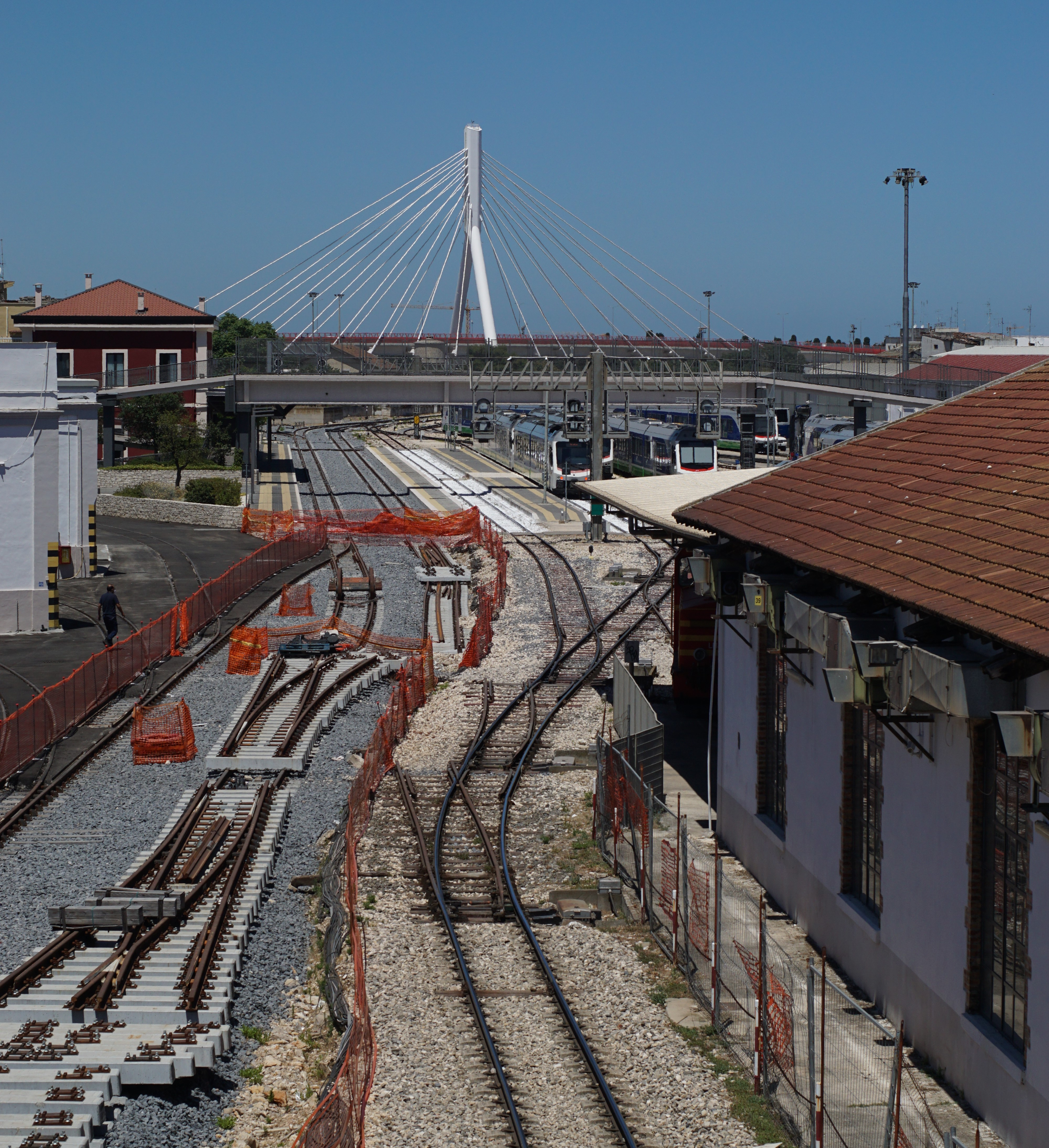
Stazione di Bari Scalo
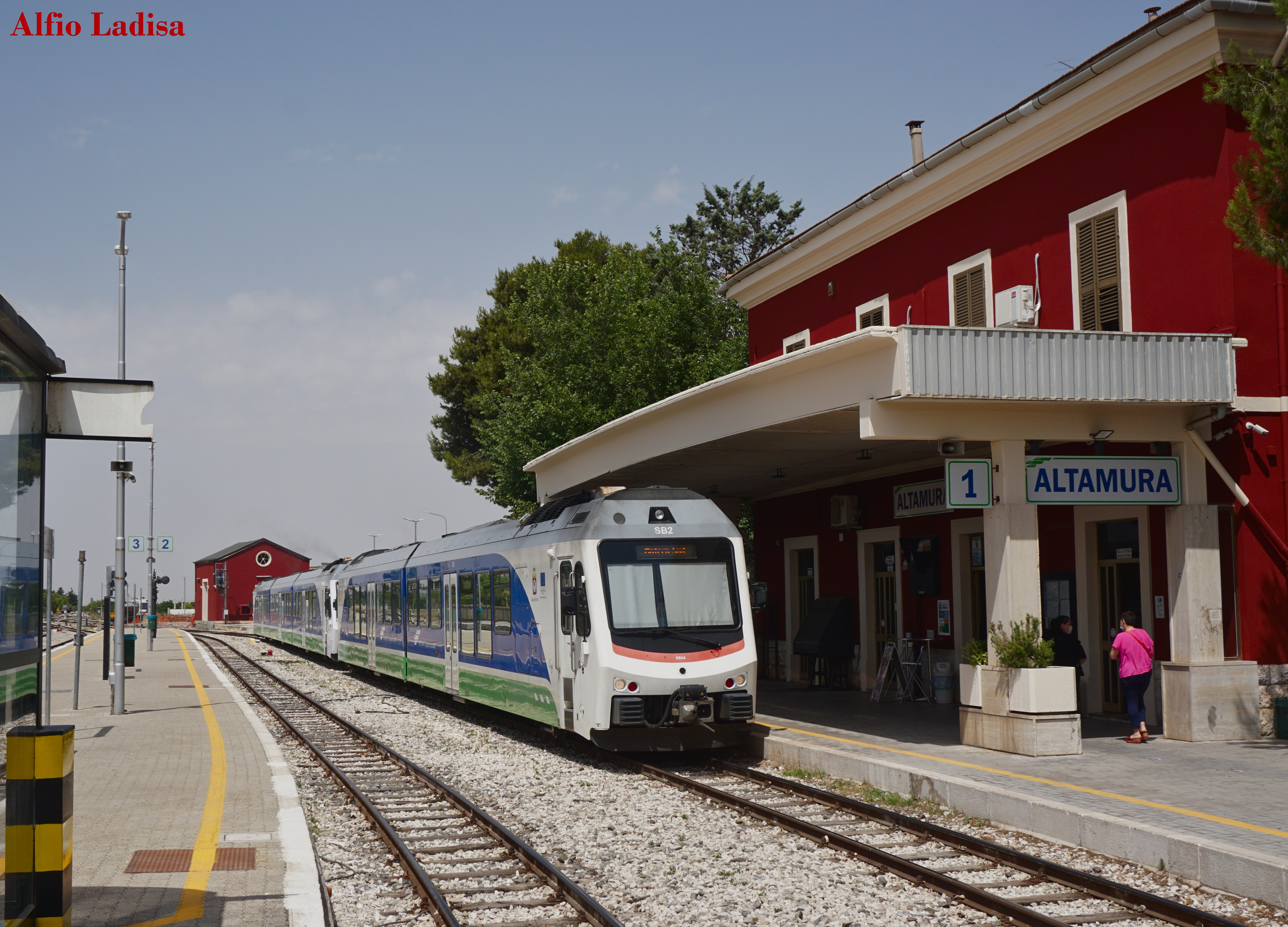
Stazione di Altamura, da cui si dirama la linea per Potenza
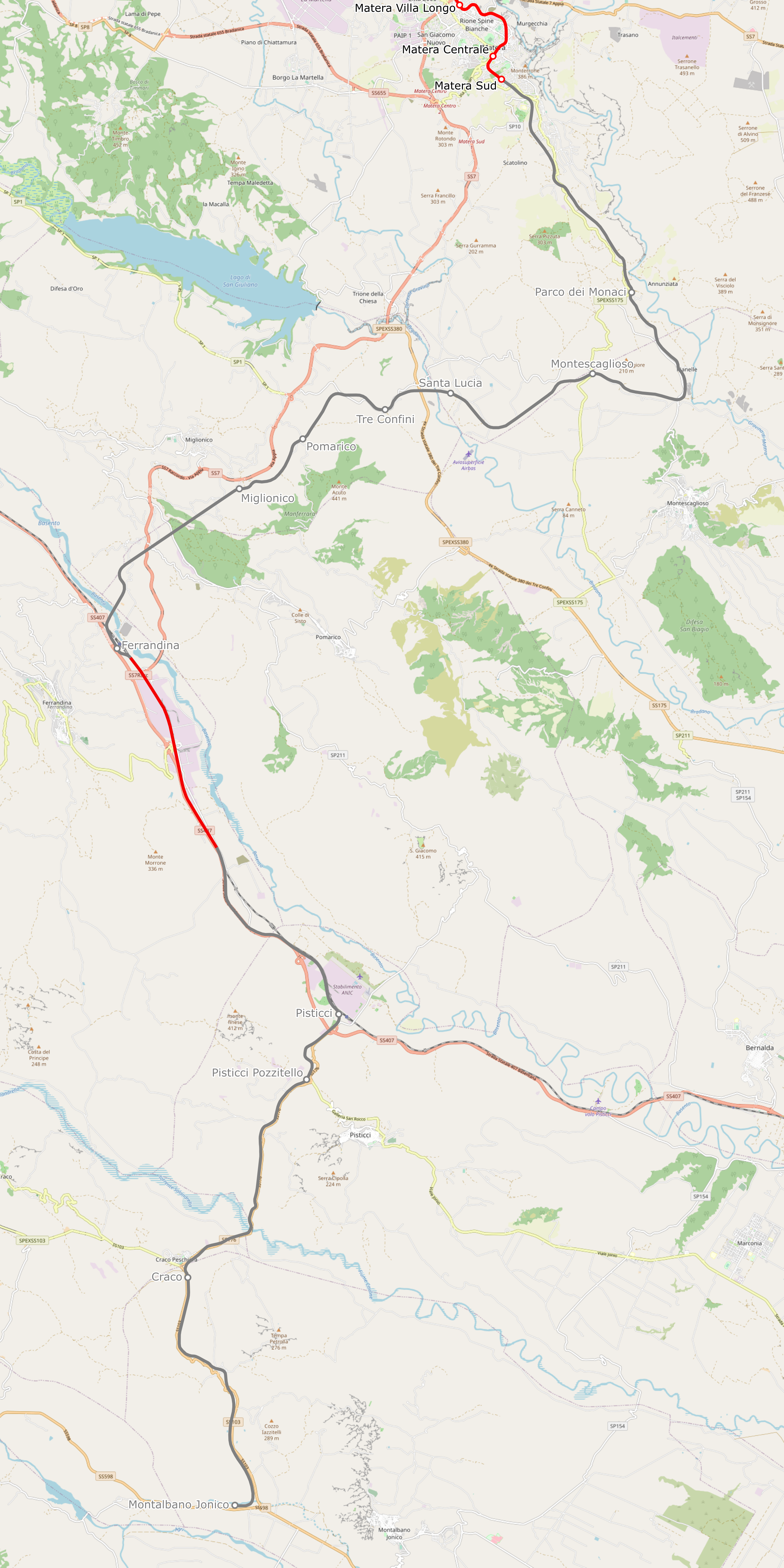
Tratto dismesso da Matera a Montalbano Jonico: la quasi totalità del tracciato è ancora visibile nell'ambiente

### Nuovo collegamento Matera-Ferrandina
Negli anni 1970, poco dopo la dismissione del tratto sud della ferrovia, venne annunciata la costruzione in nuova sede di una linea Matera-Ferrandina a scartamento ordinario, per realizzarne il collegamento alla rete FS nella stazione di Ferrandina della ferrovia Battipaglia-Potenza-Metaponto; i lavori vennero iniziati, ma nonostante buona parte del tracciato fosse già stata realizzata, vennero interrotti nel 1986.
Nell'agosto del 2022, grazie ai fondi del PNRR, RFI ha recuperato il progetto e lanciato il bando di gara da 311 milioni per completare la linea. Il nuovo collegamento ferroviario sarà a binario unico elettrificato, per una lunghezza di 20 km dalla stazione di Ferrandina-Scalo Matera fino alla nuova fermata di Matera-La Martella. Rispetto al progetto interrotto nel 1986, è prevista una nuova bretella che permetterà ai treni della Battipaglia-Potenza-Metaponto provenienti da nord di innestarsi sulla nuova linea Matera-Ferrandina, senza regresso nella stazione Ferrandina-Scalo. Il termine dei lavori è previsto per il 2026.

## Caratteristiche

### Percorso
| Unknown route-map component "d" |  |  | Unknown route-map component "d" | Unknown route-map component "dCONTg" | Unknown route-map component "d" |

| Unknown route-map component "d" |  |  | Unknown route-map component "d" | Unknown route-map component "dSTR" | Unknown route-map component "dCONTg" |

| Unknown route-map component "d" |  | Head station | Unknown route-map component "dKBHFa-L" | Unknown route-map component "BHFSPLe-R" |

| Unknown route-map component "d" |  | Straight track | Unknown route-map component "dHST" | Straight track |

| Unknown route-map component "d" | Unknown route-map component "CONTgq" | Unknown route-map component "KRZo" | Unknown route-map component "dABZqr" | One way rightward + Unknown route-map component "SHI1l" |

| Unknown route-map component "dCONTgq" | Unknown route-map component "ABZq+lr" | Unknown route-map component "KRZo" | Unknown route-map component "eABZq+l" | Unknown route-map component "dSTRr" |

| Straight track | Station on track | Unknown route-map component "exSTR" |

| Unknown route-map component "kSTR2" | Unknown route-map component "HST-L" | Unknown route-map component "exHST-R" |

| Unknown route-map component "d" | Unknown route-map component "kSTRc1" | Unknown route-map component "kKRZl+4o" | Unknown route-map component "xKRZ+xr" | Unknown route-map component "dSTR+r" |

| Unknown route-map component "d" |  | Unknown route-map component "eBHF-L" | Unknown route-map component "exBHF-R" | Unknown route-map component "dLSTR" |

| Unknown route-map component "d" |  | Stop on track | Unknown route-map component "exSTR" | Unknown route-map component "dLSTR" |

| Unknown route-map component "d" |  | Unknown route-map component "SKRZ-Au" | Unknown route-map component "exSKRZ-Au" | Unknown route-map component "dSKRZ-Au" |

| Unknown route-map component "d" |  | Unknown route-map component "tHSTae" | Unknown route-map component "exHST" | Unknown route-map component "dLSTR" |

| Unknown route-map component "d" |  | Straight track | Unknown route-map component "exBHF" | Unknown route-map component "dLSTR" |

| Unknown route-map component "d" |  | Straight track | Unknown route-map component "xABZg+l" | Unknown route-map component "dSTRr" |

|  | Straight track | Station on track |

|  | Station on track | Straight track |

| Unknown route-map component "d" |  | Straight track | Unknown route-map component "xABZgl" | Unknown route-map component "dCONTfq" |

|  | Station on track | Unknown route-map component "exSTR" |

|  | Station on track | Unknown route-map component "exBHF" |

|  | Straight track | Unknown route-map component "exCONT2+g" |

| Station on track |

| Station on track |

| Station on track |

|  | Straight track | Unknown route-map component "CONT1+f" |

|  | Station on track | Non-passenger station/depot on track |

| Unknown route-map component "CONTgq" | Unknown route-map component "ABZgr" | Unknown route-map component "kSTR3" |

| Unknown route-map component "CONTgq" | Unknown route-map component "kKRZr+1o" | Unknown route-map component "kSTRc4" |

| Station on track |

| Unknown route-map component "exSTRc2" | Unknown route-map component "eABZg3" |  |

| Unknown route-map component "exSTR2+1" + Unknown route-map component "GRZq" | Unknown route-map component "STR+GRZq" + Unknown route-map component "exSTRc34" |  |

| Unknown route-map component "exSTRc1" | Unknown route-map component "eABZg+4" |  |

| Station on track |

| Unknown route-map component "exLCONTgq" | Unknown route-map component "exLSTRr" + Straight track |  |

| Station on track |

| Station on track |

|  | Unknown route-map component "exKRWl" + Unknown route-map component "tSTRa@f" | Unknown route-map component "exKRW+r" |

|  | Unknown route-map component "tSTR" | Unknown route-map component "exBHF" |

|  | Unknown route-map component "tBHF" | Unknown route-map component "exSTR" |

|  | Unknown route-map component "exKRW+l" + Unknown route-map component "tSTRe@g" | Unknown route-map component "exKRWr" |

| Unknown route-map component "KBHFxe" |

| Unknown route-map component "exLHST" |

| Unknown route-map component "exLBHF" |

| Unknown route-map component "exHST" |

| Unknown route-map component "exBHF" |

| Unknown route-map component "exHST" |

| Unknown route-map component "exBHF" |

| Unknown route-map component "exBHF" |

| Unknown route-map component "exCONTgq" | Unknown route-map component "exKRZ" | Unknown route-map component "exSTR+r" |

|  | Unknown route-map component "exBHF" | Unknown route-map component "exSTR" |

| Unknown route-map component "exSTR+l" | Unknown route-map component "exKRZ" | Unknown route-map component "exSTRr" |

| Unknown route-map component "exSPLa" | Unknown route-map component "exSTR" |  |

| Unknown route-map component "exvWBRÜCKE1" | Unknown route-map component "exWBRÜCKE1" |  |

| Unknown route-map component "CONTgq" | Unknown route-map component "vABZqrl" | Unknown route-map component "xKRZo" | Unknown route-map component "STR+r" |  |

|  | Unknown route-map component "exBHF" | Station on track |

|  | Unknown route-map component "exBHF" | Station on track |

|  | Unknown route-map component "exSTR" | Unknown route-map component "CONT2+g" |

| Unknown route-map component "exHST" |

| Unknown route-map component "exBHF" |

| Unknown route-map component "exBHF" |

| Unknown route-map component "exLCONTf" |

## Servizio ferroviario metropolitano di Matera
Il servizio ferroviario metropolitano di Matera è un servizio ferroviario urbano che serve la città di Matera lungo l'asse nord-sud. I treni percorrono la linea a scartamento ridotto Bari-Matera, a binario semplice, gestita da FAL, per circa dieci chilometri con 5 fermate urbane.

### Storia
Nel 2012 FAL presentò il progetto per il prolungamento della linea fino all'ospedale Madonna delle Grazie, con la nuova stazione che sarebbe diventata il capolinea del servizio ferroviario metropolitano di Matera con corse ogni 15 minuti. Il progetto fu inserito nel 2021 tra quelli da finanziare, con 12 milioni di euro, mediante il PNRR, ma successivamente ne fu escluso per l'impossibilità di rispettare il termine previsto per la pubblicazione dei bandi di gara. Il finanziamento è stato dirottato sull'acquisto di cinque treni a batteria per 45 milioni di euro, di cui 27 con fondi PNRR e i restanti con fondi PON-PAC 2014-2020.
Nel dicembre 2023 Regione Basilicata e FAL firmarono il nuovo contratto di servizio, valido dal 2024 al 2033, in cui erano previste 16 coppie di treni a partire da settembre 2024, oltre alle 18 già presenti fino ad Altamura (di cui una veloce fino a Bari). Il servizio ferroviario, chiamato "Metrotranvia dei Sassi", viene espletato tra Matera Sud e Venusio, con durata variabile tra 16 e 19 minuti, orario non cadenzato e piccole differenze d'orario rispetto a quanto previsto dal contratto. L'inaugurazione è avvenuta il 24 ottobre 2024, con quasi due mesi di ritardo. Dall'8 dicembre 2024 e fino al 5 gennaio 2025 è stato istituito in forma sperimentale il primo servizio domenicale con treni cadenzati ogni 30 minuti dalle 9 alle 22. Per le ultime tre domeniche sono state aggiunte ulteriori due corse tra le 8 e le 9, portando il totale a 29 coppie, quasi tutte con capolinea Serra Rifusa e non più Venusio. In cinque domeniche sono state trasportate circa 33 mila persone, pari ad una media di poco più di 110 utenti su ogni singola corsa. Questo risultato ha indotto l'amministrazione regionale a rendere il servizio ferroviario strutturale anche nei festivi a partire dai prossimi mesi del 2025.
Nell'allegato 4 del contratto di servizio si prevede che dal 2026 i treni circoleranno anche nei festivi e le corse saranno limitate a Serra Rifusa, che con l'attivazione del binario tronco passerà da fermata a stazione. Inoltre nello stesso allegato è previsto, a partire dal 2027, il cadenzamento delle corse ogni 30 minuti e l'introduzione dei treni a batteria.

### Materiale rotabile
Il materiale rotabile è composto da 4 Stadler ST di cui 3 di proprietà regionale già in attività. Nel 2026 circoleranno anche i primi treni Stadler a batteria, presentati all'EXPO ferroviaria di Milano nel 2023 con il nome Treen. Oltre ai cinque treni a batteria acquistati, è prevista la fornitura opzionale di ulteriori 3 veicoli entro due anni dalla stipulazione del contratto d’appalto.

### Progetti futuri

#### Prolungamenti
Nel contratto FAL-Regione è annunciato il prolungamento per l'ospedale di Matera con l'estensione del servizio a partire dal 2032. In studi passati si prevedeva di raggiungere anche Borgo San Francesco, una nuova zona residenziale in forte espansione, ricalcando il percorso della vecchia ferrovia Matera-Montalbano Jonico. Sono state proposte anche due nuove fermate tra Villa Longo e Centrale per servire la zona di San Pardo e lo stadio.

#### Ipotesi non ufficiali
Diversi sono gli interventi possibili lungo la linea, ma nessuno di questi rientra in progetti ufficiali.
- Riconversione dell'infrastruttura con lo scartamento ordinario per collegarsi alla rete nazionale;
- Prolungamento fino al centro di Montescaglioso sfruttando l'unico vantaggio dello scartamento ridotto, ossia la possibilità di percorrere ascese con pendenze elevate;
- Elettrificazione della linea;
- Ripristino della fermata Rondinelle e nuova fermata al servizio del centro commerciale di Venusio;
- Interramento da Matera Centrale a Villa Longo lungo via Nazionale con nuove fermate facilmente raggiungibili;
- Collegamento con la futura stazione di Matera La Martella RFI;
- Passante ferroviario ad Altamura con diverse stazioni per creare un'unica metropolitana tra le due città, tagliando di diversi km il tracciato attuale;
- Raddoppio completo della linea.